# SN 1991F
SN 1991F – supernowa typu Ia-pec odkryta 10 lutego 1991 roku w galaktyce NGC 3458. W momencie odkrycia miała maksymalną jasność 18,00m.